# Hotel Palace (Valencia)
El Hotel Palace de Valencia está ubicado en la calle de la Paz número 42, esquina con calle Bonaire de la ciudad de Valencia (España). Se trata de un edificio hostelero de estilo modernista valenciano que data del año 1906, obra del arquitecto Antonio Martorell Trilles.

## Edificio
Fue construido por el arquitecto valenciano Antonio Martorell Trilles en 1906 para uso residencial aunque al poco tiempo se convirtió en establecimiento hotelero, uso que ha vuelto a desempeñar en la actualidad. Es de estilo modernista valenciano.
El edificio fue levantado por encargo de Enrique Trenor en la última fase de la finalización de la calle de la Paz, que permitió su conexión con la Glorieta y el Parterre. El edificio da a tres calles, calle de la Paz, calle Bonaire en su parte lateral y la parte trasera a la calle Verger. 
En su fachada destaca la marquesina de estilo modernista que da entrada al hotel, el mirador de madera que hace chaflán con la calle Bonaire, la ornamentación floral típicamente modernista, la utilización de columnas de hierro fundido y los balcones y ventanales con barandilla forjada en hierro, también con decoración vegetal.
Es uno de los hoteles más antiguos de la ciudad y en él se alojaron numerosos intelectuales y artistas durante la guerra civil española ya que durante la contienda fue la sede del Ministerio de Instrucción Pública y de la Casa de Cultura entre 1936 y 1939 que estaba presidida por el poeta Antonio Machado. Fue residencia y refugio de intelectuales sobre todo a partir del establecimiento en Valencia de la capital de la Segunda República Española, después del asedio de Madrid. En la fachada, junto a la entrada, hay una placa conmemotiva del ayuntamiento de Valencia que así lo recuerda.
A mediados de la década de los 2000 se realizó una rehabilitación integral del edificio con proyecto del arquitecto José Manuel Barrera Puigdollers, para su acondicionamiento como hotel, recuperando así el antiguo uso hotelero del local.
Después de su rehabilitación, pertenece a la cadena hotelera Vincci que opera con el nombre de Hotel Vincci Palace.